# Marian Rokicki
Marian Rokicki (ur. 1914 w Mińsku Mazowieckim, zm. 6 stycznia 1940 w Warszawie) – polski działacz komunistyczny.

## Życiorys
Syn robotnika Piotra Rokickiego i Katarzyny z Woźniców, brat Stanisława. Z zawodu był szewcem. Od 1931 należał do Komunistycznego Związku Młodzieży Polskiej, za działalność komunistyczną wielokrotnie aresztowany i więziony, pierwszy raz w 1932 za kolportaż ulotek. Kolejny raz aresztowany w lutym 1933, został osadzony w Areszcie Centralnym, skąd wyszedł po pięciu miesiącach. W 1934 został sekretarzem Komitetu Miejskiego KZMP w Mińsku Mazowieckim i pełnił tę funkcję dwa lata, był również członkiem Międzynarodowej Organizacji Pomocy Rewolucjonistom. W 1936 zaangażował się w działalność antyfaszystowskiego Frontu Ludowego, działał również w kierunku zbliżenia między działaczami Komunistycznej Partii Polski a Związku Młodzieży Wiejskiej RP „Wici”. We wrześniu 1936 ponownie został aresztowany i osadzony ponownie w Areszcie Centralnym spędził tam sześć tygodni, po czym zwolniono go za kaucją. 24 grudnia 1936 wyruszył do Hiszpanii, aby walczyć tam w szeregach Brygad Międzynarodowych. Nielegalnie przekroczył granicę z Czechami i dotarł do Pragi, gdzie przebywał do maja 1937. Z powodu braku wcześniejszej służby wojskowej odmówiono mu pomocy w dalszej podróżny, podczas powrotu do kraju został aresztowany w Cieszynie i osadzony w miejscowym areszcie, gdzie zachorował na gruźlicę. Następnie przewieziono go szpitala więziennego w areszcie mokotowskim przy ul. Rakowieckiej w Warszawie. W marcu 1938 został skazany na trzy lata więzienia za nielegalne opuszczenie kraju, dwa miesiące później opuścił zakład karny za kaucją w celu dalszej kuracji. W listopadzie 1938 wcielono go do 71 Pułku Piechoty w Zambrowie, skąd w styczniu 1939 został zdemobilizowany jako niezdolny do dalszej służby. W październiku 1939 przedostał się do Białegostoku, ale ze względu na pogarszający się stan zdrowia został umieszczony w przychodni przeciwgruźliczej, gdzie zmarł.
Do grudnia 2017 w Mińsku Mazowieckim istniała ulica Braci Rokickich, która upamiętniała Mariana i Stanisława Rokickich.